# Jan Schoenaker
Johannes Antonius Cornelis (Jan) Schoenaker (Roosendaal, 3 april 1923 – Almere, 27 oktober 2017) was een Nederlands beeldend kunstenaar die vooral bekend werd als glazenier. Hij realiseerde kerkramen en monumentale kunst in binnen- en buitenland.

## Leven en werk
Schoenaker groeide vanaf 1925 op in Oldenzaal, waar zijn vader werkte als ambtenaar bij de douane. Na het behalen van zijn HBS-B-diploma studeerde hij vrij en monumentaal schilderen in Arnhem aan de Academie Kunstoefening. Hij kreeg daar les van onder anderen J.H.E. Schilling en Henk van de Burgt. 
Na de Tweede Wereldoorlog sloot hij zich aan bij De Nieuwe Groep, een vernieuwende kunstenaarsgroep waarvan onder andere Ben Akkerman, Jan Broeze,  Folkert Haanstra sr., Folkert Haanstra jr., Johan Haanstra en Riemko Holtrop de oprichters waren. 
Hij nam deel aan een aantal tentoonstellingen van deze groep maar vertrok in 1947 met een Franse studiebeurs naar Parijs voor een vervolgopleiding aan de École supérieure des beaux-arts. Hier bestudeerde hij de techniek van het frescoschilderen. Ook volgde hij lessen in modeltekenen aan de Académie de la Grande Chaumière. 
Schoenaker werkte aanvankelijk vooral als glazenier en maakte ook frescos en mozaïeken. Nadat in de jaren 60 het aantal opdrachten voor kerkramen sterk afnam, legde hij zich toe op het maken van portretten en werkte van 1968 tot 1984 hij als tekenleraar aan het Thijcollege in Oldenzaal. 
In zijn werk beeldde hij veelal Bijbelse en mythologische voorstellingen uit. Zijn stijl wordt omschreven als 'gematigd expressionistisch'. Glazeniers waar hij verwantschap mee voelde en  die hij bewonderde zijn Charles Eyck, Joep Nicolas en Henri Jonas van de Limburgse School. 
Behalve in en rondom Oldenzaal in Twente realiseerde hij opdrachten in Duitsland, Frankrijk, Spanje en Canada. In de jaren 80 werkte hij gedurende drie jaar aan vierentwintig ramen in gebrandschilderd glas voor de Sint-Elisabeth van Hongarijekerk in Hamilton (Ontario). 
Het oeuvre van Schoenaker bestaat naast de glas-in-loodramen, de fresco's en betonreliëfs uit houtsnijwerk, (pen)tekeningen, linosnedes, etsen, aquarellen, zeefdrukken, olieverfschilderijen en wandkleden. In 2007 verscheen een monografie die de veelzijdigheid van zijn werk belichtte en in 2011 verscheen een bundel met de kerstkaarten die hij de voorafgaande vijfendertig jaar ieder jaar ontworpen had.

### Werken in opdracht
Een incompleet overzicht van zijn opdrachten:
- Amersfoort, Onze Lieve Vrouw van Amersfoort, ramen (1953, 1955)[2]
- Assen, Maria-Tenhemelopnemingkerk, zeven ramen met als thema Het leven van Maria (1964 en 1989-1994)
- Bentelo, Onze-Lieve-Vrouw van Altijddurende Bijstandkerk: zesentwintig ramen en een kruisweg
- Bonn-Muffendorf, Sint-Martinuskerk, raam: Abraham offert zijn zoon Izaak (1963)
- Delden, Nieuwe Blasiuskerk, wandschilderingen in de Lourdeskapel (1958)
- Denekamp, Sint-Nicolaaskerk: ramen
- Haarlem, Sint-Bavokathedraal (Heilig Kruiskapel): vijf ramen (1954)
- Hamilton (Ontario): Sint Elisabeth of Hungary Church (vierentwintig ramen)
- Hengelo, Ludgeruskerk, meerdere ramen (in de jaren 80 verplaatst naar de Thaborkerk) (1957)
- Hengelo, Ludgeruskerk, kruiswegschilderingen (later verplaatst naar de Pancratiuskerk in Haaksbergen)
- Keulen-Ehrenfeld, Sint Josefskerk: vijf koorramen
- Mainz, Karmeliterkirche: gehele beglazing[3]
- Oldenzaal: Maria Tenhemelopneming (Mariakerk): 14 kruiswegstaties aangebracht op muren en verschillende gebrandschilderde ramen
- Oldenzaal, Paulusschool, Les Sables d'Olonne (1965) (huidige locatie: Carmelschool Potskampstraat)
- Oldenzaal, Twents Carmellyceum kapel, ramen: zeven taferelen uit het leven van Maria en een kruisweg (1945)
- Oldenzaal, Twents Carmellyceum trappenhal: fresco (1948)
- Oldenzaal, Twents Carmellyceum hoofdingang: raam: Herinnering aan Titus Brandsma 75-jarig jubileum (1999)
- Oldenzaal, Sint-Plechelmusbasiliek, grote ramen: Sint Maarten, Sint Silvester en Sint Plechelmus
- Oldenzaal, Prins Bernhardstraat: oorlogsmonument (ontwerp en uitvoering van drie reliëfs)
- Oldenzaal, voormalige LTS, hoek Potskampstraat-Vos de Waelstraat, wandreliëf in gekleurd beton (1965)
- Saasveld, Sint-Plechelmuskerk: 43 ramen voor kerk, pastorie en aula (gedurende dertig jaar)
- Tilligte, Sint-Simon en Judaskerk (twaalf ramen)

### Tentoonstellingen
- 1945, 1946 Deelname aan tentoonstellingen met De Nieuwe Groep in Overijssel en daarbuiten
- 2007 Oldenzaal, Gemeentehuis en Fotogalerie Kistemaker: overzichtstentoonstelling n.a.v. presentatie monografie
- 2012 Oldenzaal, Museum de Pelgrim,  Kestkaat'n An 'ekaart

### Eerbetoon
- 2007 Officier in de Orde van Oranje-Nassau
- 2007 Gouden erepenning met oorkonde van de gemeente Oldenzaal
- 2016 Johanna van Burenprijs, Hellendoorn

### Afbeeldingen

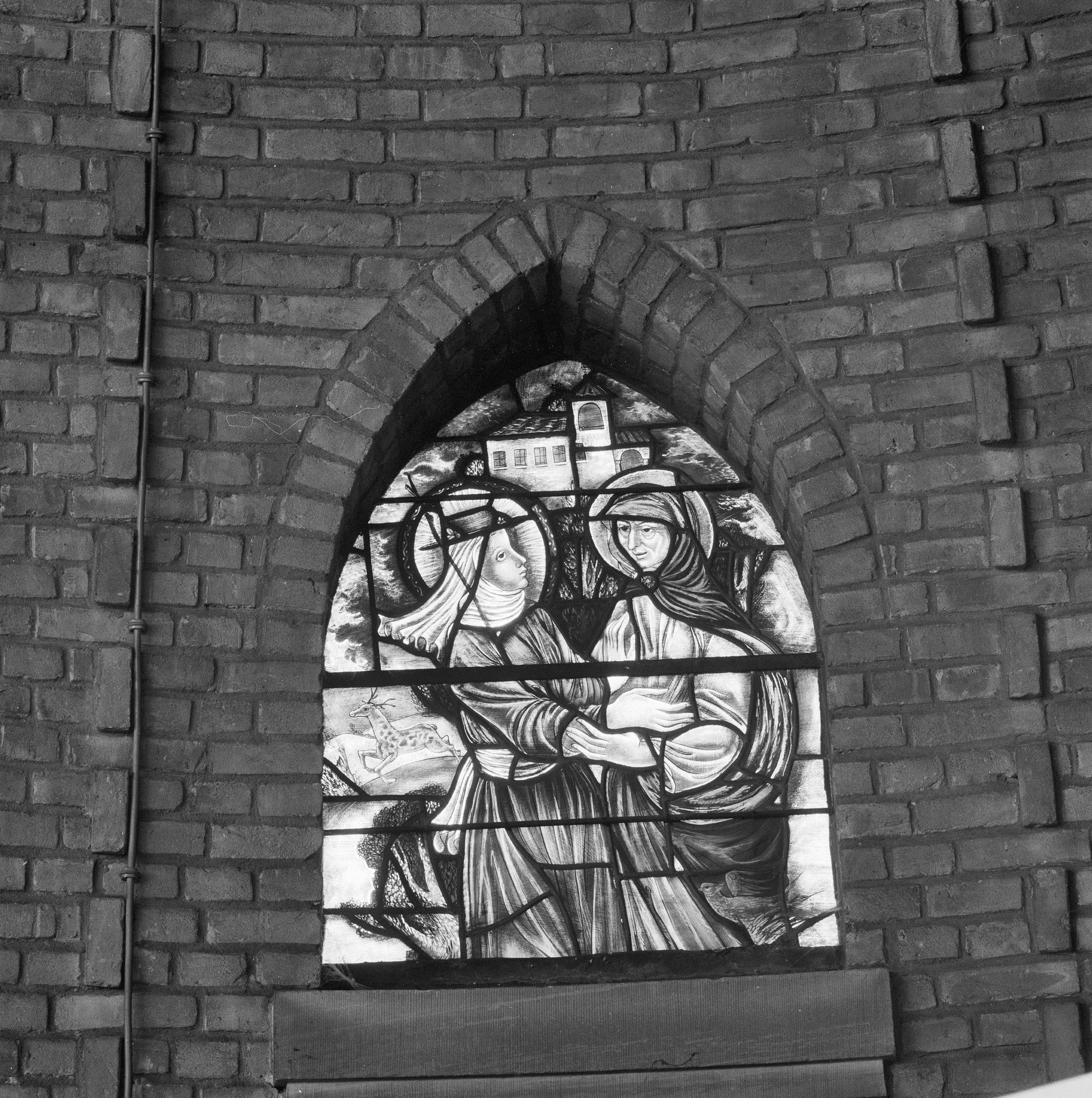
Venster kapel Carmellyceum, Oldenzaal
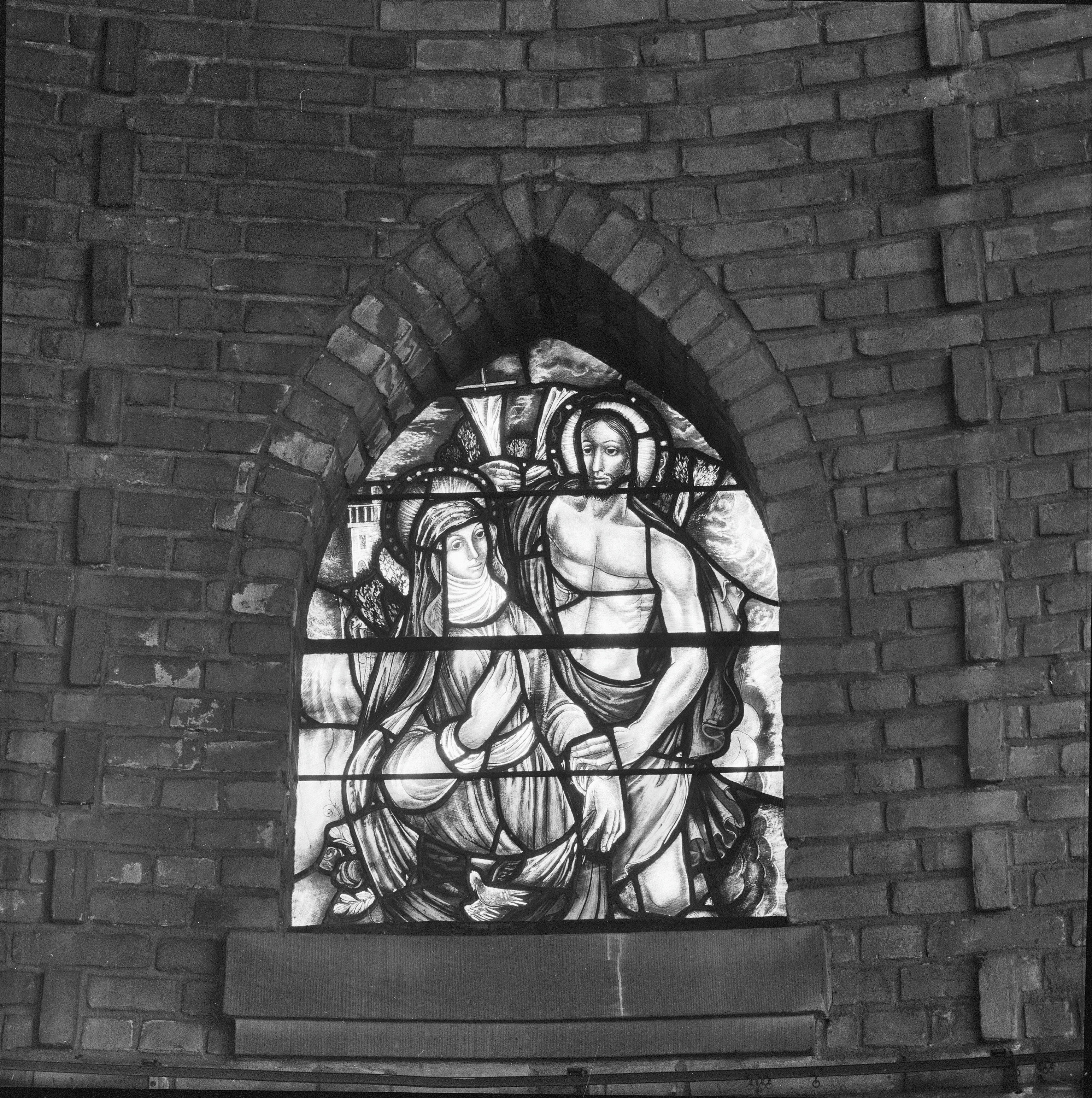
Venster kapel Carmellyceum, Oldenzaal
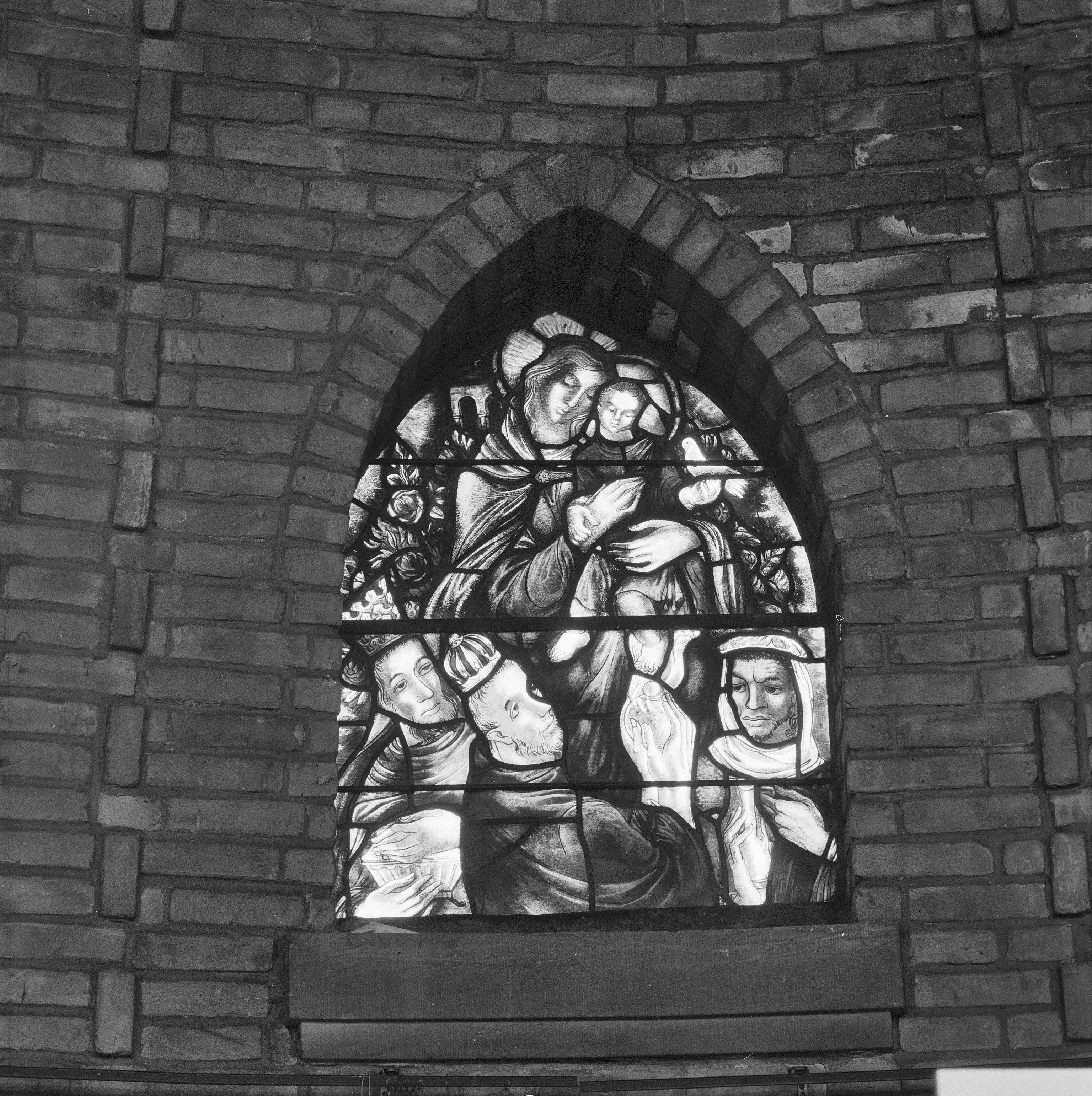
Venster kapel Carmellyceum, Oldenzaal